# Чистилиште
Чистилиште (лат. purgatorium) је религиозни појам којим се назива место за чишћење душе након смрти, с циљем постизања потребне светлости за улазак у рај. Налази се између пакла и раја. Појам се појављује готово искључиво у римокатолицизму. У књижевности, италијански песник Данте Алигијери, написао је истоимену књигу у трилогији Божанствене комедије.

## Римокатоличко учење о чистилишту
Према учењу Римокатоличке цркве (РКЦ), људи који умиру у милости и пријатељству с Богом, а нису потпуно чисти, иако су сигурни за своје вечно спасење, после смрти биће подвргнути чишћењу како би могли коначно ући у небеску радост. Такво чишћење изабраних, које ни по чему није слично казни за осуђене, они називају чистилиштем.
По питању чистилишта РКЦ је своје веровање изразила на Фирентинском и Тридентском сабору.

## Став Православне Цркве о чистилишту
Православље одбацује постојање чистилишта тврдећи да: ако Исус нигде није рекао да тога има, ако апостоли нигде нису о томе писали, ако седам васељенских сабора нигде нису писали да тога има, значи чистилишта нема. За Православну Цркву, учење о чистилишту је једна од бројних јереси РКЦ, која је настала након отпадања (раскола, шизме).

## Став осталих аврамских религија о чистилишту
- Већина протестаната одбацује учење о чистилишту.
- Јевреји (јудаизам) не верују у постојање чистилишта и пакла, јер "казна за грех није живот вечни, већ смрт". Исто верују и адвентисти (суботари).
- Муслимани (ислам) не верују у чистилиште. Код њих постоји само џенет (рај) и џехенем (пакао), и ништа између њих.